# 就労可能
就労可能（しゅうろうかのう）とは、傷病や障害など、もしくは、法令などにより、就労が可能な状態であることを意味する用語である。就業可能（しゅうぎょうかのう）とも言う。　

## 概要
医師による診断書や書類などに用い、復職や各種保障など受けるとき、もしくは、国や行政による資格証明や書類などに用い、就労資格の確認などの際に、使用される用語である。
北海道労働局などで、長期にわたる治療などを受けながら就職を希望する者の就職支援を行っており、このような就職希望者に、ハローワークでの就労可能な求人に協力を求めている。また、入国管理局では、会社や工場等で外国人を雇うとき、在留カードにより、就労可能であるかの確認を求めている。